# Stepan Meniok
Stepan Menjok CSsR (ucraniano Степан Меньок; Nakonetschne, 19 de agosto de 1949) é o Arcebispo Exarca de Donetsk.
Stepan Menjok entrou na Congregação Redentorista e foi ordenado sacerdote em 8 de julho de 1981. Em 11 de janeiro de 2002, o Papa João Paulo II o nomeou Arcebispo Exarca de Donetsk-Kharkiv e Bispo Titular de Acarassus. Como lema ele escolheu Да вси едино будутъ ("Que todos sejam um"). O Arcebispo de Kyiv e Arcebispo Maior de Lviv, Cardeal Lubomyr Husar MSU, o ordenou bispo em 15 de fevereiro do mesmo ano; Os co-consagradores foram Michael Hrynchyshyn CSsR, Exarca Apostólico da França, e Mychajlo Koltun CSsR, Bispo de Sokal.
Com a cisão do Arcebispado Exarcado de Kharkiv em 2 de abril de 2014, Stepan Menyok tornou-se Exarca do restante Exarcado de Donetsk.